# 和平共处五项原则
和平共处五项原则，是中华人民共和国提出的国家外交纲领性政策，由时任中华人民共和国政务院总理兼外交部长周恩来于1953年底在会见印度代表团时提出，并于1954年成为指导中印关系，以及中缅关系的基本原则。该原则后来在措词上有过修改，与最初版本略有不同。该原则的现行完整表述为“互相尊重主权和领土完整、互不侵犯、互不干涉内政、平等互利、和平共处”。

## 内容

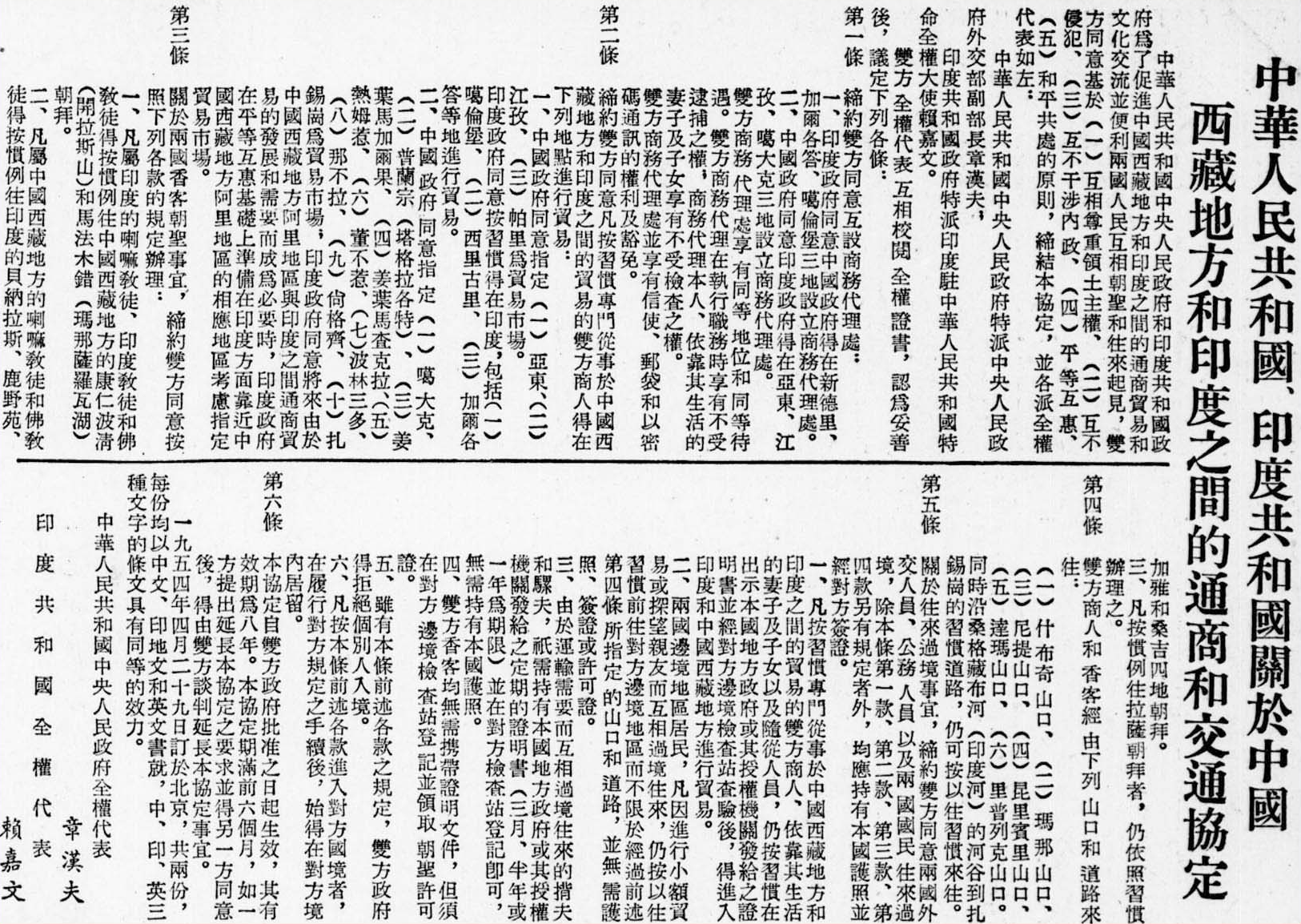
中華人民共和國、印度共和國關於中國西藏地方和印度之間的通商和交通協定

和平共处五项原则是1953年时任中央人民政府政务院总理周恩来在会见与中国存在着领土纠纷的印度政府代表团时，第一次正式向国际社会提出的。具体内容为：
1. 互相尊重主权和领土完整
2. 互不侵犯
3. 互不干涉内政
4. 平等互利
5. 和平共处

### 基本思想
1954年6月，周恩来率领中国代表团访问印度，时任印度总理尼赫鲁因看到中国在“抗美援朝战争”中赢得很高的国际威望而对中国感到“担心”。据官方说法，对此，周恩来“有针对性地阐明和平共处五项原则的基本思想”：
|  | 各国不分大小强弱，不论其社会制度如何，是可以和平共处的。各国人民的民族独立和自主权利是必须得到尊重的。各国人民都应该有选择其国家制度和生活方式的权利，不应受到其它国家的干涉。 |

## 历史

### 产生过程

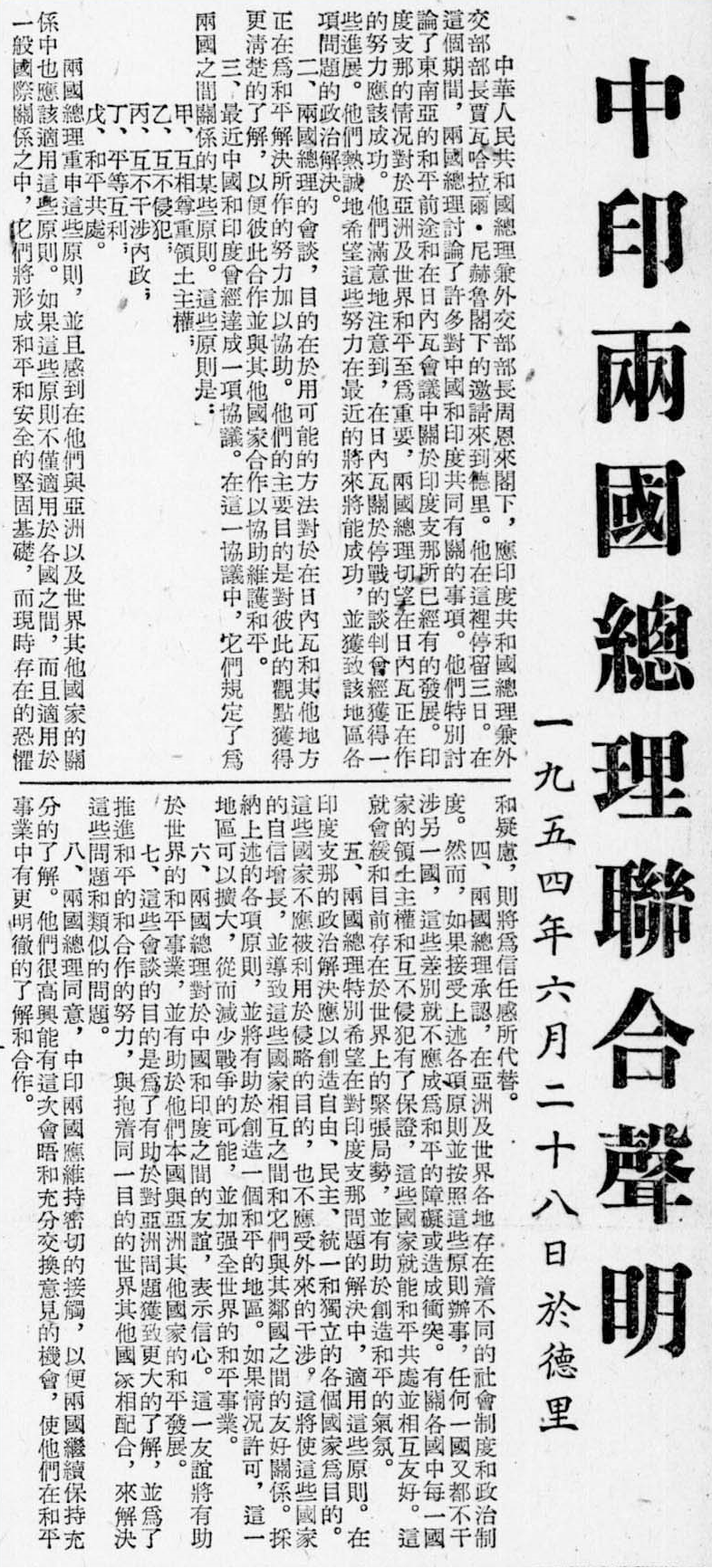
中印兩國總理聯合聲明

1953年底，中国政府同印度就两国在西藏地区的关系问题进行谈判。12月31日，在同印度政府代表团谈话时，周恩来首次提出按照“互相尊重领土主权、互不侵犯、互不干涉内政、平等互惠、和平共处”五项原则，作为处理两国关系的原则。1954年6月，周恩来又先后访问印度和缅甸，并与时任印度总理尼赫鲁、时任缅甸总理吴努分别发表“联合声明”，双方一致同意以和平共处五项原则作为指导中印、中缅两国关系的基本原则。声明中说：
|  | 两国总理重申指导两国关系的和平共处五项原则，并且感到在他们与亚洲以及世界其他国家的关系中，也应该适用这些原则。如果这些原则不仅适用于各国之间，而且适用于一般国际关系中，它们将形成和平与安全的坚固基础。 |

随着历史的发展，中印缅等国共同倡导的和平共处五项原则在国际社会产生了广泛而深远的影响。
1954年4月29日，中印双方签署《中華人民共和國、印度共和國關於中國西藏地方和印度之間的通商和交通協定》（又称《中印关于中国西藏地方和印度之间的通商及交通协定》），将和平共处五项原则写入序言。这是和平共处五项原则第一次写入正式的国际文件。同年6月28日，中印两国总理發表《中印兩國總理聯合聲明》（又称《中印两国总理关于和平共处五项原则的联合声明》），声明指出：
|  | 最近中国和印度曾经达成一项协议。在这一协议中，它们规定了指导两国之间关系的某些原则，这些原则是：甲、互相尊重领土主权；乙、互不侵犯；丙、互不干涉内政；丁、平等互利；戊、和平共处。两国总理重申这些原则，并且感到在他们与亚洲以及世界其他国家的关系中也应该适用这些原则。如果这些原则不仅适用于各国之间，而且适用于一般国际关系之中，它们将形成和平和安全的坚固基础。而现时存在的恐惧和疑虑，则将为信任感所代替。 |

### 宣传推广
印度尼西亚于1955年4月在万隆举行了有29个国家和地区参加的万隆会议，会上发表了《关于促进世界和平与合作的宣言》，其中包括了这五项原则的全部内容。

1957年，时任中共中央主席、中国国家主席毛泽东在莫斯科宣布，“中国坚决主张一切国家实行和平共处五项原则”。

1974年，中国国务院副总理邓小平在特别联大上再次强调国家之间的政治和经济关系“都应建立在和平共处五项原则的基础上”。

1988年，中共中央军委主席邓小平提出以和平共处五项原则为准则，建立国际政治经济新秩序的主张。

### 修改
五项原则后来在措辭上作了修改，“平等互惠”改为“平等互利”，“互相尊重领土主权”改为“互相尊重主权和领土完整”，即为“互相尊重主权和领土完整、互不侵犯、互不干涉内政、平等互利、和平共处”。

## 影响
在三国政府的宣传下，和平共处五项原则在国际上产生重要影响，已为世界许多国家所接受，成为处理不同社会和政治制度国家之间相互关系的基本原则之一。
和平共处五项原则还被许多国际多边条约和国际文献所确认。1970年第25届联合国大会通过的《关于各国依联合国宪章建立友好关系及合作的国际法原则宣言》和1974年第6届特别联大《关于建立新的国际经济秩序宣言》，都明确把和平共处五项原则包括在内。
中国宣称在处理同包括社会主义国家在内的一切国家的关系中，都“一贯坚持和平共处五项原则，并在五项原则的基础上，同许多国家建立和发展了友好合作关系”，“几十年来，和平共处五项原则经受了国际风云变幻的考验，显示了强大的生命力，在促进世界和平与国际友好合作方面发挥了巨大作用。中国不仅是和平共处五项原则的倡导者，而且是其忠诚的奉行者。在这五项原则的基础上，中国与绝大多数邻国解决了历史遗留的边界问题，与世界上大多数国家建立了外交关系”。